# ティルザ (小惑星)
ティルザ (267 Tirza) は、小惑星帯に位置する暗い小惑星の一つ。1887年5月27日にフランスのニース天文台でオーギュスト・シャルロワによって発見された。彼が発見した最初の小惑星である。
旧約聖書（民数記27:1）に登場する女性ティルツァ (Tirtsah) にちなんで命名された。